# Endocannabinoid-System
Das Endocannabinoid-System (Abk. für endogenes Cannabinoid-System) ist ein Teil des Nervensystems und umfasst die Cannabinoid-Rezeptoren CB1 und CB2 mit ihren natürlichen Liganden und der nachgeschalteten intrazellulären Signaltransduktion nach der Ligandenbindung in Vertebraten.

## Geschichte
Namensgebend waren die Wirkstoffe der Cannabispflanze, die Cannabinoide, die zur Entdeckung dieses Systems geführt haben. Die Entdeckung dieser spezifischen Rezeptoren führte zur Vermutung, dass es folglich auch körpereigene Liganden (Endocannabinoide) für diese Rezeptoren geben müsse. Diese Vermutung wurde durch nachfolgende Forschungsergebnisse bestätigt.
1992 konnten Devane und Kollegen aus Schweinehirnen die erste Substanz, die an den CB1-Rezeptor bindet, isolieren und in der Folge synthetisieren: ein Kondensationsprodukt aus Arachidonsäure und Ethanolamin, das N-Arachidonylethanolamid (AEA), das oft als Anandamid (in Anlehnung an das Sanskrit-Wort für „Glückseligkeit“: Ananda) bezeichnet wird. 1993 folgten als weitere Substanzen γ-Linolenoylethanolamid und Docosatetraenoylethanolamid, 1997 2-Arachidonylglycerol (2-AG), 2001 2-Arachidonylglycerylether („Noladinäther“) und 2002 das O-Arachidonylethanolamid (Virodhamin).

## Cannabinoid-Rezeptoren
Cannabinoide aktivieren sogenannte Cannabinoid-Rezeptoren. Bisher sind zwei Cannabinoid-Rezeptoren beschrieben worden, die beide zu der Klasse der G-Protein-gekoppelten Rezeptoren gehören. Beide Cannabinoid-Rezeptoren modulieren verschiedene Ionenkanäle. Weiterhin werden verschiedene Signalwege innerhalb der Zelle durch Cannabinoid-Rezeptoren beeinflusst:
1. Der Cannabinoid-Rezeptor 1 (oder kurz: CB1) findet sich vorwiegend in Nervenzellen. Am häufigsten kommt er im Kleinhirn, in den Basalganglien sowie im Hippocampus vor. Aber auch im peripheren Nervensystem (z. B. im Darm) ist er zu finden.
2. Der Cannabinoid-Rezeptor 2 (oder kurz: CB2) findet sich dagegen vorwiegend auf Zellen des Immunsystems und auf Zellen, die am Knochenauf- (Osteoblasten) und -abbau (Osteoklasten) beteiligt sind.

Weiterhin nimmt man an, dass die G-Protein-gekoppelten Rezeptoren GPR18, GPR119 und GPR55 auch Cannabinoid-Rezeptoren im Endocannabinoid-System sind.

## Agonisten und Antagonisten
Das Cannabinoidsystem lässt sich pharmakologisch beeinflussen. Agonistisch wirken Cannabinoide, siehe dazu Dronabinol. Antagonistisch wirkt der CB1-Blocker Rimonabant, der von September 2006 bis 2008 in Deutschland für die Behandlung der abdominellen Adipositas erhältlich war. Aufgrund seiner psychischen Nebenwirkungen wurde dieses Medikament wieder vom Markt genommen. Auch als unterstützendes Medikament zur Entwöhnung von Nikotin oder Alkohol wurde Rimonabant untersucht.
Im Bereich der Forschung findet des Weiteren eine Vielzahl an Agonisten und Antagonisten Einsatz. So wird es möglich, selektiv einen der Rezeptor-Typen zu blockieren oder zu aktivieren, ohne den anderen zu beeinflussen.
N-Palmitoylethanolamin (PEA) ist eine weitere Substanz mit endocannabinoidartiger Wirkung, die im Stratum granulosum der Haut vorkommt und u. a. eine antioxidative Schutzwirkung gegenüber UVB-Strahlung besitzt.
2-Arachidonylglycerol und Arachidonylethanolamid sind Derivate der Arachidonsäure und werden über Enzyme im Lipidstoffwechsel gebildet.

## Funktionelle Bedeutung
Über die funktionelle Bedeutung des Endocannabinoid-Systems ist bisher nur wenig bekannt. Die Verteilung der Rezeptoren deutet bereits eine Reihe möglicher Funktionen an. So wird vermutet, dass der CB2-Rezeptor eine wichtige Rolle in der Regulation bzw. Modulation des Immunsystems spielt.
Da die Hirnregionen, in denen der CB1-Rezeptor vorwiegend gefunden wird, eine wichtige Rolle bei Gedächtnis (Hippocampus und Kleinhirn) sowie Bewegungsregulation (Basalganglien und Kleinhirn) spielen, liegt die Vermutung nahe, dass Endocannabinoide Lern- und Bewegungsprozesse beeinflussen.
Endogene Cannabinoide werden von postsynaptischen Nervenzellen in den synaptischen Spalt freigesetzt und wirken retrograd (rückkoppelnd) auf das präsynaptische Neuron. Dies erzeugt eine Hemmung der Transmitterwirkung an der betroffenen Synapse. Diese Wirkung wird durch drei verschiedene Mechanismen vermittelt:
1. Herabsetzung der Aktivität präsynaptischer Calciumkanäle,
2. Steigerung der Aktivität postsynaptischer Calciumkanäle und
3. Hemmung der Adenylylcyclase und dadurch Herabsetzung der Aktivität der Proteinkinase A.

Speziell im Kleinhirn wurden bereits cannabinoidabhängige Formen von synaptischer Plastizität identifiziert. Diese heißen depolarization-induced suppression of excitation (DSE) und depolarization-induced suppression of inhibition (DSI). Beide treten an Synapsen der Purkinjezellen auf, DSE an den erregenden und DSI an den hemmenden Synapsen.

An Purkinjezellen wurde jedoch kürzlich auch eine rezeptorunabhängige Wirkung von Endocannabinoiden gefunden. Endocannabinoide hemmen demnach direkt die P-Typ-Calciumkanäle in diesen Zellen.

Die endogene Aktivierung des CB1-Rezeptors ist notwendig für die korrekte Adaptation des Lidschlussreflexes. Diese Form des assoziativen Lernens findet ausschließlich im Kleinhirn statt.
Aktuelle Forschungsergebnisse zeigen, dass der CB1-Rezeptor notwendig für das Löschen negativer Erinnerungen sein könnte. Endocannabinoide könnten demnach eine wichtige Rolle bei Angststörungen spielen. Eine Studie am Max-Planck-Instituts für Psychiatrie an Knockout-Mäusen ohne CB1-Rezeptoren hatte zum Ergebnis, dass das Verlernen negativer Erfahrungen deutlich erschwert war.
Weitere physiologische Prozesse mit Beteiligung des Endocannabinoidsystems sind u. a. Schmerzzustände, Schlafinduktion, Appetit- und Motilitätssteuerung, Temperatursteuerung, Neuroprotektion und Krebs.
Studien mit zum Teil widersprüchlichen Ergebnissen wurden durchgeführt bei Patienten mit
- Bewegungsstörungen, so bei Dystonie, Gilles-de-la-Tourette-Syndrom, Chorea Huntington und Morbus Parkinson
- multipler Sklerose, zur Beeinflussung von Ataxie, neurogener Blasenentleerungsstörung, Schmerzen, Spastizität, Tremor und Hemmung der Neurodegeneration
- anderen Erkrankungen, die mit Spastizität einhergehen (Querschnittlähmung, AIDS-Enzephalomyelopathie)
- verschiedenen neurologischen Schmerzsyndromen (verschiedene Kopfschmerzformen, Neuralgien, Neuropathien)
- Epilepsie
- Schädelhirntrauma, neurodegenerative Erkrankungen, amyotropher Lateralsklerose (zur Neuroprotektion)
- postoperativem und durch Chemotherapie bedingtem Erbrechen